# Pachydota rosenbergi
Pachydota rosenbergi là một loài bướm đêm thuộc phân họ Arctiinae, họ Erebidae.